# Милан Перић (фудбалер)
Милан Перић (Чачак, 16. април 1986) је српски фудбалер. Игра на позицији нападача.

## Клупска каријера
Сениорски фудбал је почео да игра у Младости из Лучана. Током 2006. је прешао у украјинску Таврију, а од другог дела сезоне 2006/07. је заиграо за Хајдук из Куле, у чијем дресу је дебитовао у Суперлиги Србије. У јулу 2008. је потписао четворогодишњи уговор са Партизаном. У црно-белом дресу је провео једну полусезону, током које је забележио само један првенствени наступ. За други део сезоне 2008/09. је позајмљен суперлигашу Јагодини. Током сезоне 2009/10. је играо за суперлигаше Млади радник и Металац.
Лета 2010. одлази у Мађарску где потписује за прволигаша Капошвар. Након тога у овој земљи игра и за Видеотон, Ференцварош, Печуј и Дунаујварош. У јануару 2015. потписује за Младост из Велике Обарске, са којом на крају сезоне испада из Премијер лиге БиХ. Након тога игра у Грчкој и Кини, па се враћа у Србију где носи дресове Бежаније, ТСЦ-а, ужичке Слободе док је у сезони 2018/19. играо за српсколигаша Звездару.

## Репрезентација
Током 2007. и 2008. године је забележио пет наступа за младу репрезентацију Србије.